# Gallina camerana
La gallina camerana es una raza aviar española autóctona de La Rioja. Debe su nombre a la comarca de Cameros.
Se trata de una raza antigua que no está incluida en el Catálogo Oficial de Razas de Ganado de España del Ministerio de Agricultura, Pesca y Alimentación, por lo que no tiene reconocimiento oficial.
Desde el año 2012 la Asociación de Avicultura y la Cunicultura de La Rioja (Iberavis) trabaja para evitar su extinción, su impulso en granjas de La Rioja y el reconocimiento oficial de la raza.
Es un ave rústica, robusta y fuerte, que llegó a la comarca a través de la trashumancia de la Cañada Real. En el año 2020 contaba con 125 ejemplares seleccionados.